# Флаг Донецкой области
Флаг Донецкой области (укр. прапор Донецької області) — один из официальных символов Донецкой области Украины, утверждённый 17 августа 1999 года. Автор флага — Нина Григорьевна Щербак (укр. Ніна Григорівна Щербак), известная художница-график из города Макеевка. Помимо областного статуса, флаг также используется в качестве одного из неформальных символов (наряду с пальмой Мерцалова) всего украинского Донбасса.

## Описание и обоснование символики
Флаг Донецкой области представляет собой прямоугольное полотнище с соотношением ширины к длине 2:3, состоящее из двух горизонтальных равновеликих полос — верхней голубой с золотым двенадцатилучевым солнцем, которое восходит, и нижней чёрной с пятью золотыми бликами.
Диаметр окружности солнца равен ⅖ длины полотнища флага. Центры расходящихся в стороны лучей отстоят друг от друга на 15 градусов; размер каждого луча 7,5 градуса. Солнечные блики располагаются один под другим; их границы вписаны в половину круга с диаметром окружности, равной диаметру солнца. Флаг является двухсторонним.
Существует несколько трактовок значения цветов флага. Согласно сайту Украинского геральдического общества, золотое солнце подчёркивает расположение региона на востоке Украины, а чёрное поле символизирует Донецкий угольный бассейн.
Сама автор предпочитает более широкую трактовку значения цвета нижнего поля:
Тёмный низ — это и вода с солнечными бликами, и уголь, которым богат наш край, и плодородный чернозём Донбасса.
Подобная трактовка нижнего поля представляет собой пример применения каламбура в вексиллологии (см. гласная геральдика). Обыгрывается название Донецкий угольный бассейн, сокращённый вариант названия которого — Донбасс — является одним из названий всего региона, а слово «бассейн» имеет несколько значений. Получается восход солнца над угольным бассейном, то есть восход над Донбассом.

## История

Герб Донецка, цветовая палитра которого легла в основу флага региона

29 июня 1999 года областная администрация объявила конкурс проектов символики области, в котором было представлено около 200 проектов будущего символа края терриконов. В итоге победил вариант под номером 98, предложенный донецкой художницей Ниной Григорьевной Щербак, который был утверждён сессией областного совета 17 августа 1999 года.
Как вспоминает автор, одним из условий конкурса было ограничение на использование уже существующей символики Донецка. В то же время Щербак хотела подчеркнуть роль угольной промышленности как отрасли, сыгравшей ключевую роль в развитии Донецкого региона:
Как сейчас помню пожелания жюри — использовать «в лоб» шахтёрскую тематику запрещено. <…> Важно было избежать банальностей, но передать душу нашего края.
По словам автора, первоначально она хотела создать герб, а не флаг:
Мне очень хотелось создать именно герб. Ещё когда работала в Художественном фонде, где проектировала интерьеры и занималась монументальной росписью в детских садах, Дворцах культуры, других организациях области, много ездила по краю, по возможности изучая его растения. Из них и сделала геральдику вокруг герба, стараясь всё выдержать в едином стиле. А серединой было трепещущее нынче на флаге солнце с лучами, падающими на тёмный фон. Эту же часть я выделила отдельно (по условиям конкурса нужно было представить три проекта — флаг, малый герб и полный герб), и именно её жюри признало достойной расположения на стяге области. Гербом же стал вариант другого автора — с пальмой Мерцалова.

## Использование
Изображение флага Донецкой области помещено в крыже флагов Макеевки и Шахтёрска с целью указать на принадлежность этих городов к данному региону.

Флаг Макеевки[укр.]
Флаг Шахтёрска

Помимо использования государственными учреждениями, флаг также широко используется жителями в качестве символа региона. Так, например, альпинисты Донбасса установили флаг на вершинах Шишабангма (27 мая 2007 года), Говерла (9 января 2007 года), Монблан (22 марта 2007 года), Эльбрус (25 июля 2007 года) и Эверест (27 мая 2008 года). Восхождения 2007 года и установка флагов состоялись в рамках программы «Возможность доказана делом» (укр. Можливість доведена ділом), посвящённой 75-летию Донецкой области, а также 60-й годовщине празднования Дня шахтёра.

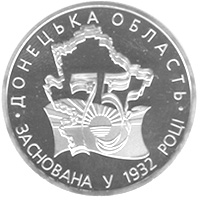
Реверс юбилейной монеты «75 лет создания Донецкой области» (укр. 75 років утворення Донецької області)
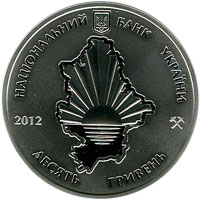
Аверс серебряной юбилейной монеты «80 лет Донецкой области» (укр. 80 років Донецькій області)

Стилизованное изображение флага присутствует на гербах Макеевки, Шахтёрска и Кировска/Голубовки, на эмблемах батальонов «Донбасс» и «Оплот», организации «Свободный Донбасс», а также на логотипе телеканала «Оплот ТВ».

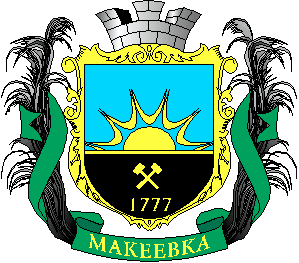
Герб Макеевки
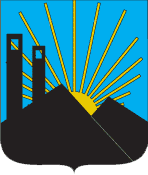
Герб Шахтёрска
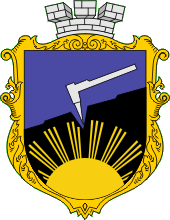
Герб Голубовки[укр.]
Эмблема батальона Донбасс

## Оценки
В ноябре 2006 года журналист газеты «Донецкий кряж» Игорь Сычев (укр. Ігор Сичєв) подверг критике утверждённый флаг, обвинив власти области в попытках «кое-кому угодить», и предложил принять красно-сине-чёрный флаг, созданный Дмитрием и Владимиром Корниловыми в 1990-х годах и основанный на флаге Украинской ССР, в качестве официального флага региона; однако его предложение не нашло значимой поддержки в обществе. По словам Щербак, один из участников конкурса проектов символики области, напротив, заявил, что верхняя часть флага похожа на символику российских военно-воздушных сил. Сама автор отвергает подобные обвинения, заявляя, что «ничего такого не имела в виду» и черпала вдохновение в природе региона:
Этот флаг символизирует рассвет — возрождение и пробуждение. Мне вообще очень нравится, когда солнце зайдёт за облако и выглядывают расходящиеся лучи — такие сюжеты в Донбассе я видела очень часто.
В августе 2009 года тогдашний председатель областного совета Анатолий Близнюк (укр. Анатолій Близнюк) в интервью газете «Донбасс» положительно отозвался о дизайне флага области:
Мне наш флаг нравится. Кто-то может сказать, что на нём много чёрного, но это справедливо — у нас ведь много угля. Только тот ценит солнце и небо, кто поднялся с зарёй на-гора. Из угля это солнце поднимается. <…> Давайте будем искать новые подходы в экономике, развивать наш регион, сохраняя постоянство с флагом.

## Похожие флаги
Солнце с расходящимися лучами используется также на флагах Республики Македонии, ВВС СССР (похожий дизайн также имеет флаг ВВС России), Кыргызстана, Грузинской ССР, ВМС Японии и других. Флаг Аризоны также имеет некоторое сходство в дизайне.

Флаг Аризоны
Флаг ВВС России
Флаг ВМС Японии

## Похожая символика

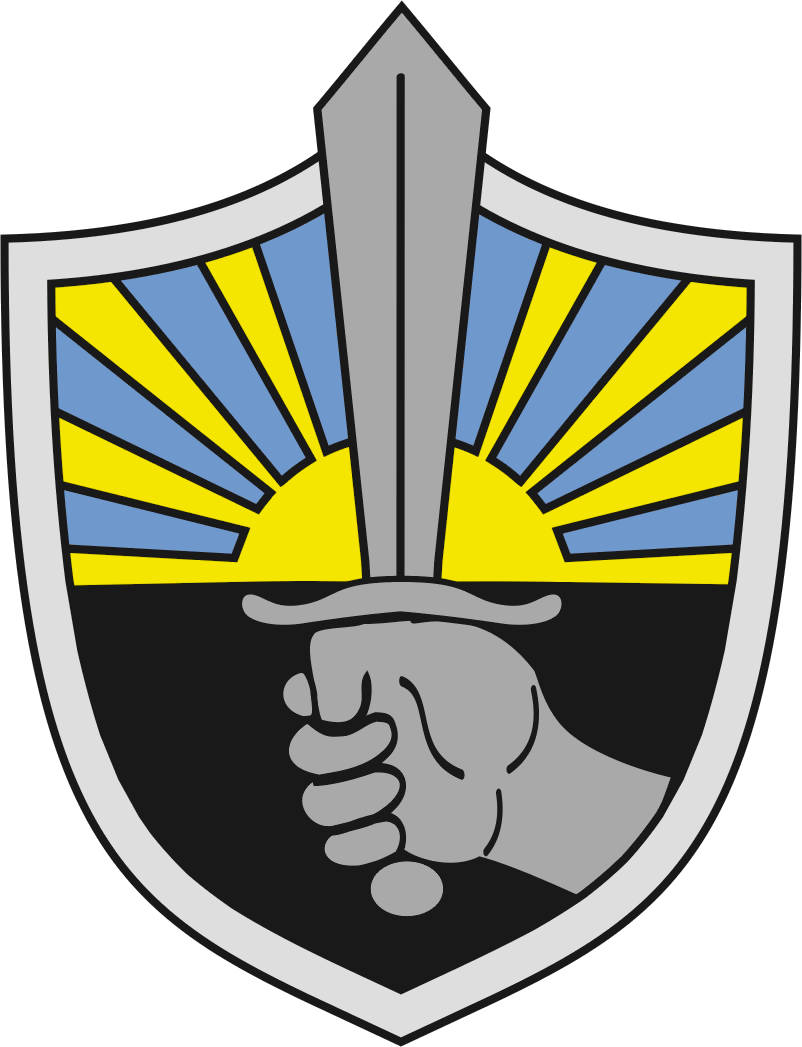
Эмблема, похожая на флаг Донецкой области, используется 1-й пехотной бригадой Сухопутных войск Эстонии.
Эмблема Союза свободной немецкой молодёжи (ГДР)
Мотив с восходящим солнцем используется также в гербе соседней Луганской области